# Phyllomacromia picta
Phyllomacromia picta – gatunek ważki z rodziny Macromiidae. Występuje na terenie Afryki Subsaharyjskiej – od Etiopii na południe po Angolę, Namibię i RPA, ponadto stwierdzony w Nigerii.
W RPA imago lata od listopada do końca kwietnia. Długość ciała 50–55 mm. Długość tylnego skrzydła 32–35 mm.